# غريغ باور
غريغ باور هو سياسي كندي، ولد في 22 مارس 1909، وتوفي في 15 مايو 1997.